# 269485 Bisikalo
269485 Bisikalo este un asteroid din centura principală, descoperit pe 21 octombrie 2009, de Timur Kriaczko.